# Intertextualität
Mit Intertextualität wird in der strukturalistisch und poststrukturalistisch geprägten Kultur- und Literaturtheorie das Phänomen bezeichnet, dass innerhalb einer kulturellen Struktur kein Bedeutungselement – kein Text also – ohne Bezug zur Gesamtheit der anderen Texte denkbar ist. In der Literaturwissenschaft werden auch konkrete Bezüge zwischen literarischen Einzeltexten als „Intertextualität“ bezeichnet.
Der texttheoretische Begriff der Intertextualität (lat. inter für „zwischen“) bezeichnet dabei einfache bis hochkomplexe Bezüge zwischen Texten und erhält je nach text- bzw. literaturhistorischem bzw. literaturtheoretischem Kontext eine unterschiedliche Bedeutung, die im Extremfall umfassende kulturgeschichtliche bzw. kultursoziologische Bedeutungen annehmen kann. Wird unter dem Textbegriff nicht nur ein wohlgeordnetes Gebilde aus sprachlichen Zeichen verstanden, sondern ein Netzwerk aus Kultur, Kulturtechnik und sozialen Systemen, kann Intertextualität ebenso als ein „Dialog mit der Kultur“ und „das Einspielen von Texten der Vergangenheit in einen ‚neuen‘ textuellen Zusammenhang“ verstanden werden.

## Entstehung und Grundlagen der Intertextualitätsforschung
Die Erforschung von Intertextualität ist eine recht junge Subdisziplin, die sich im Zusammenhang mit methodenkritischen Ansätzen in der Literatur- und Textwissenschaft erst in den späten 1960er Jahren etabliert hat; der eigentliche Terminus (franz. intertextualité) wurde 1967 von Julia Kristeva eingeführt. Allerdings haben Literaturwissenschaftler bereits zuvor intertextuelle Phänomene untersucht; so wurde beispielsweise im Positivismus des 19. Jahrhunderts versucht, durch das Sammeln von Daten und Fakten ein „hermeneutisches Netzwerk“ aufzubauen, um einzelne Texte angemessener verstehen zu können. Gleichermaßen wird in der Einfluss- und Rezeptionsforschung seit langem der Versuch unternommen, Textbeziehungen untereinander aufzuspüren. Auch literaturwissenschaftliche Termini wie beispielsweise „Zitat“, „Parodie“ oder „Plagiat“ verweisen auf Beziehungen zwischen verschiedenen Texten.
Die Intertextualitätsforschung im engeren Sinne unterscheidet sich von den traditionellen literaturwissenschaftlichen Ansätzen vor allem durch ein anderes Literaturverständnis. Während im 19. Jahrhundert bis weit in das 20. Jahrhundert hinein literarische Texte stets als Einheit mit ihrem Verfasser gesehen werden und die literaturwissenschaftliche Analyse oder Interpretation primär auf die Deutung der Intentionen des Autors ausgerichtet ist, werden seit den 1960er Jahren neue Literatur- und Texttheorien entwickelt, die die Annahme fester Intentionen des Autors zum Teil grundsätzlich in Frage stellen und die klassische Instanz des Autors aus den literaturwissenschaftlichen Diskussionen verdrängen.
Diese neue literaturtheoretische Perspektive wird insbesondere durch den russischen Literaturwissenschaftler Michail Michailowitsch Bachtin (Die Ästhetik des Wortes, 1979) und verschiedene französische Poststrukturalisten wie Julia Kristeva und Roland Barthes (Kritik und Wahrheit, 1967) sowie Michel Foucault (Schriften zur Literatur, 1993) vorangetrieben. Das Augenmerk ist deutlich auf die Textualität des Textes gelenkt; anstelle der Fokussierung fester Autorenintentionen tritt nun die Bedeutung sich verändernder, „unfester“ Textintentionen.
Der Text wird nicht mehr in seiner festen Endgestalt analysiert, sondern im Hinblick auf seine Prozessualität untersucht. Der Blickwinkel rückt auf das Werden des Textes und seine unterschiedlichen, intertextuell sich verändernden Aggregatszustände. In dieser Sicht ist jeder Text auf einer jeden Stufe seines Entstehens als Resultat von Veränderungen zugrunde liegender Texte (auch im Sinne kultureller Systeme) zu sehen. Die Intertextualitätsforschung versucht dementsprechend Referenzbeziehungen zwischen einem sogenannten Phäno-Text (d. h. einem konkreten literarischen Text, z. B. einer Erzählung) und dem zugrunde liegenden Geno-Texten (auch avant-Texten, d. h. kulturellen Artefakten bzw. Kunstwerken verschiedener Art) zu entschlüsseln. Ein Phäno-Text ist demgemäß als ein Netzwerk oder Gewebe aus zahlreichen anderen Texten zu begreifen.
Zur Veranschaulichung wird teilweise das Bild des „Palimpsest“ benutzt. Unter dem einen, zu untersuchenden Text scheinen gleichsam andere, frühere Texte hervor. Die Intertextualität wird zudem zumeist nicht an eine bestimmte Autorenintention zurückgebunden, sondern als konstitutiv für jegliche Art der Textproduktion gesehen, selbst wenn der Autor dies dezidiert verneinen sollte.

## Poststrukturalistische Intertextualitätstheorien

### Julia Kristeva
Geprägt wurde der Begriff von der bulgarisch-französischen Psychoanalytikerin und Kultur- und Literaturwissenschaftlerin Julia Kristeva in ihrem Aufsatz Bakhtine, le mot, le dialogue et le roman (1967), in dem sie Michail Bachtins Dialogizitäts-Modell auf den textuellen Status von Literatur im Ganzen übertrug. Bei Kristeva heißt es programmatisch:
„Jeder Text baut sich als Mosaik von Zitaten auf, jeder Text ist Absorption und Transformation eines anderen Textes. An die Stelle des Begriffs der Intersubjektivität tritt der Begriff der Intertextualität, und die poetische Sprache lässt sich zumindest als eine doppelte lesen.“
Für Kristeva ist kein Text ein selbstgenügsames Gebilde; jeder Text besteht aus einem Bündel von Zitaten, ist ein Kreuzungspunkt anderer Texte und gibt für deren „Permutation und Transformation“ (Umstellung und Umwandlung) unter dem Einfluss seiner ideologischen Voraussetzungen den Schauplatz ab. Dabei umfasst der Begriff „Text“ nicht nur geschriebene Texte, sondern kulturelle Phänomene überhaupt, insofern sie Elemente einer Struktur sind. Ein solcher „Text“ ist somit nicht stabil und fest umrissen, sondern offen für Interpretationen, von denen keine Endgültigkeit beanspruchen kann. Bedeutung kann damit nicht mehr von einem Autor bzw. Schöpfer in einen Text hineingelegt werden, sondern wird erst von der Interpretation hervorgebracht, wobei der Interpret seinen eigenen Text natürlich genauso wenig kontrollieren kann wie der Verfasser des Ausgangstextes, so dass dieser Prozess der Semiose prinzipiell unendlich und ein Standpunkt außerhalb des Textes unmöglich ist.

### Roland Barthes
Damit wird die Intertextualität ein wichtiges Moment der poststrukturalistischen Dekonstruktion des (Autor-)Subjekts, wie sie Roland Barthes in seinem programmatischen Essay Der Tod des Autors betreibt:
Der Text ist ein Gewebe von Zitaten aus unterschiedlichen Stätten der Kultur. […] Ein Text ist aus vielfältigen Schriften zusammengesetzt, die verschiedenen Kulturen entstammen und miteinander in Dialog treten, sich parodieren, einander in Frage stellen.
In Über mich selbst schreibt er: „Der Inter-Text ist nicht unbedingt ein Feld von Einflüssen; vielmehr eine Musik von Figuren, Metaphern, Wort-Gedanken; es ist der Signifikant als Sirene.“, in  Am Nullpunkt der Literatur: „[D]ie Literatur wird zur Utopie der Sprache“.

### Harold Bloom
Auch Harold Blooms The Anxiety of Influence: A Theory of Poetry 1973 (dt.: Einflussangst: Eine Theorie der Dichtung 1995) und seine Theorie der Fehllektüre (misreading) können als Intertextualitätstheorien angesehen werden.
Aufbauend auf einen weit gefassten Begriff von Intertextualität als Relation zwischen den Texten thematisiert Bloom vor allem die diachrone Relation, die zwischen einem Autor und der Auseinandersetzung mit seinen Vorbildern besteht. Der Schriftsteller ist Bloom zufolge darum bemüht, sich von den Vorbildern zu lösen, um sich möglichst weit entfernt mit seinem eigenen Text zu platzieren. Bloom sieht die Literaturgeschichte als Schauplatz eines Kampfes der großen Dichter (struggle between strong poets). Jeder neue Schriftsteller, der sich in sie einreihen will, muss sich an seinen (bewusst oder unbewusst) gewählten Vorbildern abarbeiten, indem er sie nach seinen eigenen Vorstellungen uminterpretiert, also fehlliest. Mit seiner Konzeption der Intertextualität kehrt Bloom damit wiederum zurück zu traditionelleren literaturtheoretischen Ansätzen, in denen Intertextualität in einer Weise betrachtet und untersucht wird, in der die autor-intentionalen Elemente im Vordergrund stehen.

## Intertextualität in der Literaturwissenschaft

### Genette
Die Literaturwissenschaft verband Kristevas Modell mit den literarhistorischen Verfahren der Quellen- und Einflussforschung und gelangte so zu einem Intertextualitätsmodell, das die Universalität von Kristevas Texttheorie aufgab, um Formen der Bezugnahme zwischen literarischen Werken zu untersuchen. Der Bezug zweier Texte aufeinander wird dabei als Dialog angesehen, der sich auf der Ebene des Gesamttextes als Stil-Kopie und -Persiflage, Parodie, Cento oder Hypolepse zeigt oder sich punktuell in Zitaten und Anspielungen niederschlägt und der die Bedeutung beider Texte bereichert.
Besonders einflussreich wurde Gérard Genettes Versuch, die Erscheinungsformen von „Transtextualität“ – so nennt Genette die Intertextualität – zu kategorisieren („Palimpsestes. La littérature au second degré“, 1982). Genette unterscheidet fünf verschiedene Formen intertextueller bzw. transtextueller Beziehungen:
1. die Intertextualität selbst, das heißt „die effektive Präsenz eines Textes in einem anderen“ in Form von Zitaten (ausdrücklich deklarierte Übernahmen), Plagiaten (nicht deklarierten Übernahmen von Zitaten) oder Anspielungen (Aussagen, zu deren vollständigem Verständnis die Kenntnis des vorhergehenden Textes notwendig ist).
2. die Paratextualität. Damit wird alles bezeichnet, was einen Text dezidiert einrahmt: Titel, Untertitel, Vorworte, Nachworte, Fußnoten usw., aber auch Gattungszuweisungen oder Prätexte wie Entwürfe und Skizzen zu Werken.
3. die Metatextualität, das heißt Kommentare, die wesentlich kritischer Natur sind und vor allem das Gebiet der Literaturkritik betreffen.
4. die Architextualität, die eng mit der Paratextualität verwandt ist. Allerdings handelt es sich hierbei um nicht dezidiert deklarierte Gattungszuweisungen. Das heißt, man weist einem Text (als Kritiker) die Bezeichnung einer Gattung zu. Auch dies lenkt die Rezeption in erheblichem Maße.
5. die Hypertextualität. Hierbei handelt es sich um eine Weise der Überlagerung von Texten, die nicht die des Kommentars ist. Hypertextualität heißt, dass der spätere Text ohne den ersten nicht denkbar ist, wie es bei James Joyce’ Roman Ulysses (1922) der Fall ist, der ohne Homers Odyssee-Epos niemals entstanden wäre.

Allgemein gesagt ist Intertextualität die Beziehung zwischen Texten, wobei man die Einzeltextreferenz (Integration eines Textes in einen anderen, beispielsweise durch Zitat, Anspielung, als Parodie, Pastiche, Travestie usw.) von der Systemreferenz (Beziehung zwischen einem Text und allgemeinen Textsystemen, beispielsweise bestimmten literarischen Gattungen) unterscheidet. Problematisch wird die Analyse von Intertextualität dann, wenn Autoren zwar intertextuell arbeiten, jedoch keine Kennzeichnung (durch Anführungszeichen oder Kursivschrift oder Namensnennung) vornehmen. Hier ist die Grenze zum Plagiat dann fließend.
Andererseits besteht natürlich die Möglichkeit, dass ein Autor unbewusst intertextuelle Bezüge herstellt, die durch die Lektürekenntnisse des Lesers zum Vorschein kommen. In diesem Fall verlagert sich die Intertextualitätsforschung von der Autor-Text-Beziehung zur Text-Leser-Beziehung. Dieses Verhältnis lässt sich genauer beschreiben, wenn der Grad intertextueller Markierung untersucht wird, wie es Jörg Helbig vorschlägt. Das Problem Intertextualität gehört zu den interessantesten und wichtigsten Forschungsgegenständen der Komparatistik, da es den Textbegriff erweitert hat und größeren Aufschluss darüber gibt, was einen literarischen Text in seinem Wesen ausmacht, wodurch er zu einer spezifischen künstlerischen Tätigkeit des Menschen wird.

### Pfister
Manfred Pfister gibt in einem Aufsatz des von ihm herausgegebenen Sammelbandes sechs Möglichkeiten der Skalierung von intertextuellen Verweisen an:
1. Referentialität: Eine Beziehung zwischen Texten ist umso intensiver intertextuell, je mehr der eine Text den anderen thematisiert, seine Eigenart bloßlegt.
2. Kommunikativität: Der Grad der Bewusstheit des intertextuellen Bezugs beim Autor wie beim Rezipienten, der Intentionalität und der Deutlichkeit der Markierung im Text selbst.
3. Autoreflexivität: Nicht nur das bewusste und deutliche markierte Setzen intertextueller Verweise, sondern über die intertextuelle Bedingtheit und Bezogenheit seines Textes Reflexion in diesem selbst.
4. Strukturalität: Die syntagmatische Integration der Syntagmen in den Text.
5. Selektivität: Grad der Pointierung eines bestimmten Elements aus einem Prätext zur Bezugsfolie.
6. Dialogizität: Die Spannung, je stärker der ursprüngliche und der neue Zusammenhang in semantischer und ideologischer Spannung zueinander stehen.